# K9 (kutyás alakulat)

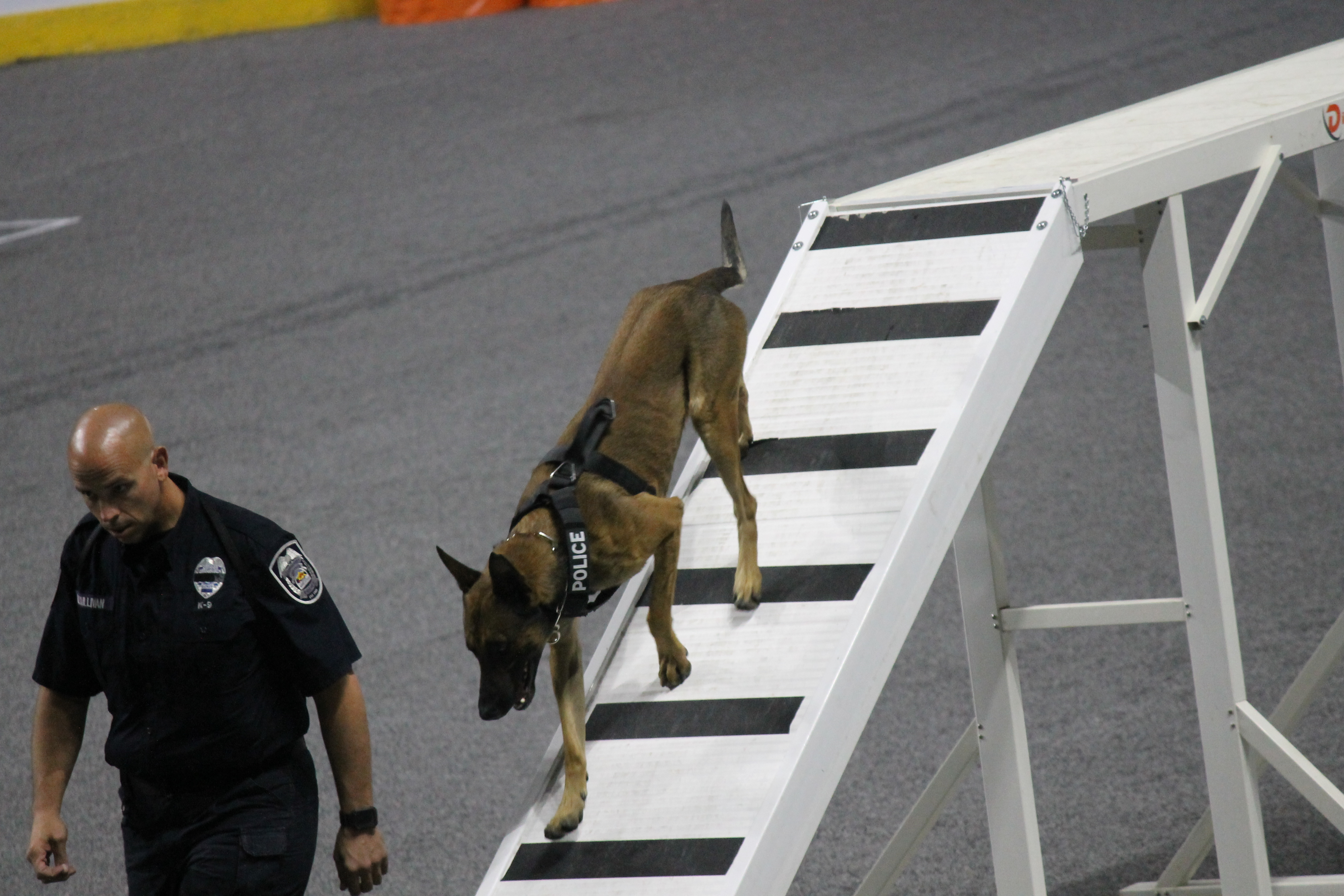
K9-egység (North Las Vegas Police Department)

Angol nyelvterületeken a kutyás rendőrségi, katonai és mentőalakulatokat „K-9”-nek hívják. Ennek oka az angol „K9” rövidítés és a „canine” szó azonos kiejtéséből ered (homofón szavak), utóbbi a kutyafélék (rendszertani) nemének angol nyelvű megnevezése. Az Amerikai Egyesült Államok hadereje erre a célra hivatalosan is levédette e szimbolikus nevet: a K-9® az Egyesült Államok területén a legtöbb termékcsoportra és szolgáltatásra az Egyesült Államok hadseregének tulajdona, 1959 óta védett márkanév (sorszáma: 89000007).

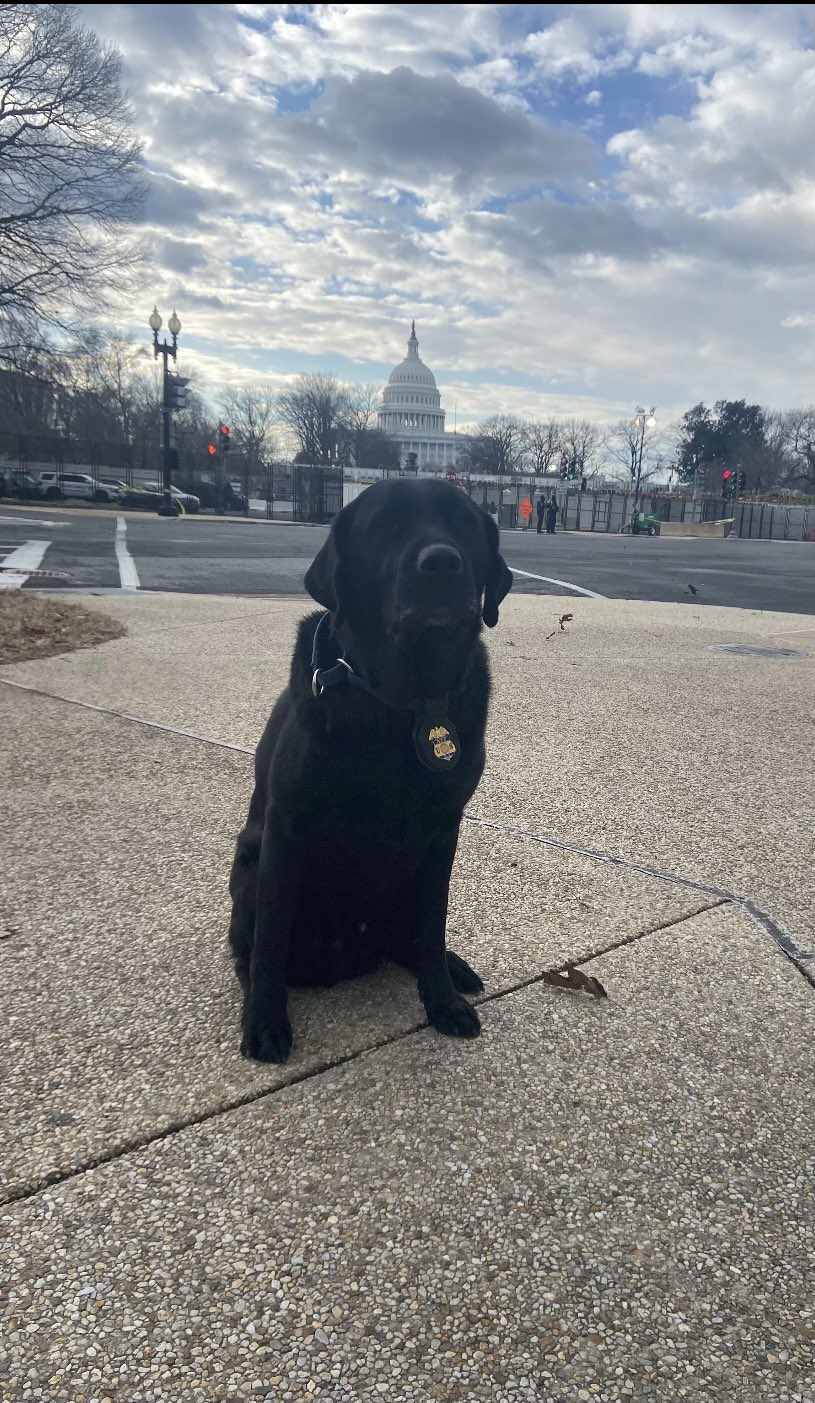
Az ATF rendőrkutyája a Capitolium előtt, Joe Biden elnök beiktatási ceremóniájának őrzése közben

Az európai, K9 elnevezésű kutya- és kiképző felszerelések gyártása magyar indíttatású. Először az osztrák katonaságot, illetve mentőkutyás alakulatot, majd a német szolgálati kutyás egységeket, illetve a keresőkutyás központokat szerelték fel ilyen megjelölésű, Magyarországon készített kutyahámokkal. Mára az európai szabadalmi hivatalban számos márkajelzés és szabadalom alatt futnak K9-es elnevezésű felszerelések. K-9® európai uniós oltalom alatt álló védjegy (regisztrációs szám: 012040382). K-9® (ügyszám: M0903343) és K9® (ügyszám: M0903344) magyarországi lajstromozott védjegyek.